# ムクワジュ・アンサンブル
ムクワジュ・アンサンブル（Mkwaju Ensemble）は、日本のパーカッション・アンサンブル。

## 概要
久石譲が、音大在学中から取り組んできた自身のミニマル・ミュージックの活動のために、1979年に結成したアンサンブルグループ。久石が卒業後に作曲科の後輩らと結成した「プラーナ・アンサンブル」を発展的解消し組成された「久石譲グループ」から打楽器奏者のみを独立させて発足した。
現代音楽としてのミニマルを追求していたが、ブライアン・イーノによるアンビエント・ミュージックの登場などにより久石がアンサンブルの活動に疑問を感じ始め、メンバーの中からフュージョンの分野とコラボレーションを行いたいと意見が出るなど、グループ内の方向性で次第にズレが生じるようになる。1981年に久石のプロデュースという形で日本コロムビアのBETTER DAYSレーベルからファーストアルバム『MKWAJU』をリリース。久石は本作を10年間悩み続けた成果として、この1枚で手を引きグループから去った。残りのメンバーは独自に活動を続けたが、同年にセカンドアルバム『樹・モーション』をリリースした後すぐに解散した。
メンバーは高田みどり、定成庸司、荒瀬順子。バンド名のMkwaju（ムクワジュ）はスワヒリ語で「タマリンドの樹」を意味する。『MKWAJU』にはゲストミュージシャンとしてシンセサイザープログラマーの松武秀樹、ラテンパーカッショニストのペッカーが参加している。

## ディスコグラフィー
|     | 発売日         | タイトル                 | 規格  | 規格品番                | レーベル        | 備考 |
| --- | -------------- | ------------------------ | ----- | ----------------------- | --------------- | --- |
| 1st | 1981年6月25日  | ムクワジュ/MKWAJU        | LP    | YF-7019-ND              | BETTER DAYS     | 久石譲の初プロデュース作。久石がプロデュース・作曲を行い、みずからキーボードで参加している。            |
| 1st | 1991年8月21日  | ムクワジュ/MKWAJU        | CD    | COCO-7764               | デンオン        | 久石譲の初プロデュース作。久石がプロデュース・作曲を行い、みずからキーボードで参加している。            |
| 1st | 2005年4月20日  | ムクワジュ/MKWAJU        | CD    | COCB-53340              | J-room          | 久石譲の初プロデュース作。久石がプロデュース・作曲を行い、みずからキーボードで参加している。            |
| 1st | 2018年1月31日  | ムクワジュ/MKWAJU        | UHQCD | COCB-54240              | 日本コロムビア  | 久石譲の初プロデュース作。久石がプロデュース・作曲を行い、みずからキーボードで参加している。            |
| 1st | 2018年11月15日 | ムクワジュ/MKWAJU        | LP CD | WRWTFWW025 WRWTFWW025CD | WRWTFWW records | 久石譲の初プロデュース作。久石がプロデュース・作曲を行い、みずからキーボードで参加している。            |
| 2nd | 1981年12月1日  | 樹・モーション/Ki-Motion | LP    | YF7035ND                | BETTER DAYS     | 千野秀一プロデュースのもと、村上“ポンタ”秀一なども参加した作品。高田みどり作曲作品も2曲収録されている。 |
| 2nd | 1991年8月21日  | 樹・モーション/Ki-Motion | CD    | COCO7765                | デンオン        | 千野秀一プロデュースのもと、村上“ポンタ”秀一なども参加した作品。高田みどり作曲作品も2曲収録されている。 |
| 2nd | 2018年1月31日  | 樹・モーション/Ki-Motion | UHQCD | COCB-54241              | 日本コロムビア  | 千野秀一プロデュースのもと、村上“ポンタ”秀一なども参加した作品。高田みどり作曲作品も2曲収録されている。 |
| 2nd | 2018年7月5日   | 樹・モーション/Ki-Motion | LP CD | WRWTFWW026 WRWTFWW026CD | WRWTFWW records | 千野秀一プロデュースのもと、村上“ポンタ”秀一なども参加した作品。高田みどり作曲作品も2曲収録されている。 |